# Sphagiocrates chersochlora
Sphagiocrates chersochlora är en fjärilsart som beskrevs av Edward Meyrick 1922. Sphagiocrates chersochlora ingår i släktet Sphagiocrates och familjen stävmalar. Inga underarter finns listade i Catalogue of Life.